# Hockey sur glace aux Jeux olympiques de 2002
Navigation
Nagano 1998 Turin 2006
Cet article traite du hockey sur glace aux Jeux olympiques de 2002.

## Qualifications
| Mode de sélection         | Dates                | Lieux                | Nombre de places | Qualifiés                                              |
| ------------------------- | -------------------- | -------------------- | ---------------- | ------------------------------------------------------ |
| Pays organisateur         | 16 juin 1995         | Budapest, Hongrie    | 1                | États-Unis                                             |
| Championnat du monde 1999 | 1er au 16 mai 1999   | Oslo, Norvège        | 7                | Tchéquie Finlande Suède Canada Russie Slovaquie Suisse |
| Tournois de qualification | 8 au 11 février 2001 | Oslo, Norvège        | 3                | Allemagne Ukraine Biélorussie                          |
| Tournois de qualification | 8 au 11 février 2001 | Klagenfurt, Autriche | 3                | Lettonie France Autriche                               |
| Total                     |                      |                      | 14               |                                                        |

| Mode de sélection         | Dates                | Lieux             | Nombre de places | Qualifiés                              |
| ------------------------- | -------------------- | ----------------- | ---------------- | -------------------------------------- |
| Pays organisateur         | 16 juin 1995         | Budapest, Hongrie | 1                | États-Unis                             |
| Championnat du monde 2000 | 3 au 9 avril 2000    | Canada            | 5                | Canada Suède Finlande Russie Allemagne |
| Tournoi de qualification  | 8 au 11 février 2001 | Engelberg, Suisse | 2                | Chine Kazakhstan                       |
| Total                     |                      |                   | 8                |                                        |

## Tournoi masculin

### 1ertour
L'Allemagne et la Biélorussie sont qualifiées pour le tour suivant. 
| Clt   | Équipe    | PJ | V | D | N | BP | BC | Diff | Pts |
| ----- | --------- | -- | - | - | - | -- | -- | ---- | --- |
| +001, | Allemagne | 3  | 3 | 0 | 0 | 10 | 3  | +7   | 6   |
| +002, | Lettonie  | 3  | 1 | 1 | 1 | 11 | 12 | -1   | 3   |
| +003, | Autriche  | 3  | 1 | 2 | 0 | 7  | 9  | -2   | 2   |
| +004, | Slovaquie | 3  | 0 | 2 | 1 | 6  | 10 | -4   | 1   |

- Qualifié pour le second tour

| Clt   | Équipe      | PJ | V | D | N | BP | BC | Diff | Pts |
| ----- | ----------- | -- | - | - | - | -- | -- | ---- | --- |
| +001, | Biélorussie | 3  | 2 | 1 | 0 | 5  | 3  | +2   | 4   |
| +002, | Ukraine     | 3  | 2 | 1 | 0 | 9  | 5  | +4   | 4   |
| +003, | Suisse      | 3  | 1 | 1 | 1 | 7  | 9  | -2   | 3   |
| +004, | France      | 3  | 0 | 1 | 2 | 6  | 10 | -4   | 1   |

- Qualifié pour le second tour

### 2etour
Ce deuxième tour permet de définir les rencontres des quarts-de-finale
| Clt   | Équipe    | PJ | V | D | N | BP | BC | Diff | Pts |
| ----- | --------- | -- | - | - | - | -- | -- | ---- | --- |
| +001, | Suède     | 3  | 3 | 0 | 0 | 14 | 4  | +10  | 6   |
| +002, | Tchéquie  | 3  | 1 | 1 | 1 | 12 | 7  | +5   | 3   |
| +003, | Canada    | 3  | 1 | 1 | 1 | 8  | 10 | -2   | 3   |
| +004, | Allemagne | 3  | 0 | 3 | 0 | 5  | 18 | -13  | 0   |

| Clt   | Équipe      | PJ | V | D | N | BP | BC | Diff | Pts |
| ----- | ----------- | -- | - | - | - | -- | -- | ---- | --- |
| +001, | États-Unis  | 3  | 2 | 0 | 1 | 16 | 3  | +13  | 5   |
| +002, | Finlande    | 3  | 2 | 1 | 0 | 11 | 8  | +3   | 4   |
| +003, | Russie      | 3  | 1 | 1 | 1 | 9  | 9  | 0    | 3   |
| +004, | Biélorussie | 3  | 0 | 3 | 0 | 6  | 22 | -16  | 0   |

### Phase finale

#### Tableau
|  | Quarts de finale | Quarts de finale |             |             | Demi-finales           | Demi-finales |  |  | Finale | Finale |
|  | Quarts de finale | Quarts de finale |             |             | Demi-finales           | Demi-finales |  |  | Finale | Finale |
|  |                  |                  |             |             |                        |              |  |  |        |        |
|  |                  |                  |             |             |                        |              |  |  |        |        |
|  |                  |                  |             |             |                        |              |  |  |        |        |
|  | Suède            | 3                |             |             |                        |              |  |  |        |        |
|  | Suède            | 3                |             |             |                        |              |  |  |        |        |
|  | Biélorussie      | 4                |             |             |                        |              |  |  |        |        |
|  | Biélorussie      | 4                | Biélorussie | 1           |                        |              |  |  |        |        |
|  |                  |                  | Biélorussie | 1           |                        |              |  |  |        |        |
|  |                  | Canada           | 7           |             |                        |              |  |  |        |        |
|  | Finlande         | Canada           | 7           | 1           |                        |              |  |  |        |        |
|  | Finlande         |                  |             | 1           |                        |              |  |  |        |        |
|  | Canada           | 2                |             |             |                        |              |  |  |        |        |
|  | Canada           | 2                | Canada      | 5           |                        |              |  |  |        |        |
|  |                  |                  | Canada      | 5           |                        |              |  |  |        |        |
|  |                  | États-Unis       | 2           |             |                        |              |  |  |        |        |
|  | États-Unis       | États-Unis       | 2           | 5           |                        |              |  |  |        |        |
|  | États-Unis       |                  |             | 5           |                        |              |  |  |        |        |
|  | Allemagne        | 0                |             |             |                        |              |  |  |        |        |
|  | Allemagne        | 0                | États-Unis  | 3           |                        |              |  |  |        |        |
|  |                  |                  | États-Unis  | 3           | Match pour la 3e place |              |  |  |        |        |
|  |                  | Russie           | 2           |             |                        |              |  |  |        |        |
|  | Russie           | Russie           | 2           | 1           |                        |              |  |  |        |        |
|  | Russie           |                  |             | 1           |                        |              |  |  |        |        |
|  | Tchéquie         | 0                |             | Biélorussie | 2                      |              |  |  |        |        |
|  | Tchéquie         | 0                |             | Biélorussie | 2                      |              |  |  |        |        |
|  |                  |                  |             |             |                        |              |  |  | Russie | 7      |
|  |                  |                  |             |             |                        |              |  |  | Russie | 7      |

## Tournoi féminin

### Tour préliminaire

#### Groupe A
| Clt   | Équipe     | PJ | V | D | N | BP | BC | Pts |
| ----- | ---------- | -- | - | - | - | -- | -- | --- |
| +001, | Canada     | 3  | 3 | 0 | 0 | 25 | 0  | 6   |
| +002, | Suède      | 3  | 2 | 1 | 0 | 10 | 13 | 4   |
| +003, | Russie     | 3  | 1 | 2 | 0 | 6  | 11 | 2   |
| +004, | Kazakhstan | 3  | 0 | 3 | 0 | 1  | 18 | 0   |

- Qualifiés pour les demi-finales

#### Groupe B
| Clt   | Équipe     | PJ | V | D | N | BP | BC | Pts |
| ----- | ---------- | -- | - | - | - | -- | -- | --- |
| +001, | États-Unis | 3  | 3 | 0 | 0 | 28 | 1  | 6   |
| +002, | Finlande   | 3  | 2 | 1 | 0 | 7  | 6  | 4   |
| +003, | Allemagne  | 3  | 0 | 2 | 1 | 6  | 18 | 1   |
| +004, | Chine      | 3  | 0 | 2 | 1 | 6  | 21 | 1   |

- Qualifiés pour les demi-finales

### Phase finale
|  | Demi-finales | Demi-finales |                                  |   | Finale | Finale |
|  | Demi-finales | Demi-finales |                                  |   | Finale | Finale |
|  |              |              |                                  |   |        |        |
|  |              |              |                                  |   |        |        |
|  |              |              |                                  |   |        |        |
|  | Canada       | 7            |                                  |   |        |        |
|  | Canada       | 7            |                                  |   |        |        |
|  | Finlande     | 3            |                                  |   |        |        |
|  | Finlande     | 3            | Canada                           | 3 |        |        |
|  |              |              | Canada                           | 3 |        |        |
|  |              | États-Unis   | 2                                |   |        |        |
|  | États-Unis   | États-Unis   | 2                                | 4 |        |        |
|  | États-Unis   |              |                                  | 4 |        |        |
|  | Suède        | 0            |                                  |   |        |        |
|  | Suède        | 0            | Match pour la médaille de bronze |   |        |        |
|  |              |              |                                  |   |        |        |
|  |              |              |                                  |   |        |        |
|  |              |              |                                  |   |        |        |
|  | Suède        | 2            |                                  |   |        |        |
|  | Suède        | 2            |                                  |   |        |        |
|  | Finlande     | 1            |                                  |   |        |        |
|  | Finlande     | 1            |                                  |   |        |        |

## Classements finaux
| Place                               | Équipe      |
| ----------------------------------- | ----------- |
| Médaille d'or, Jeux olympiques      | Canada      |
| Médaille d'argent, Jeux olympiques  | États-Unis  |
| Médaille de bronze, Jeux olympiques | Russie      |
| 4                                   | Biélorussie |
| 5                                   | Suède       |
| 6                                   | Finlande    |
| 7                                   | Tchéquie    |
| 8                                   | Allemagne   |
| 9                                   | Lettonie    |
| 10                                  | Ukraine     |
| 11                                  | Suisse      |
| 12                                  | Autriche    |
| 13                                  | Slovaquie   |
| 14                                  | France      |

| Place                               | Équipe     |
| ----------------------------------- | ---------- |
| Médaille d'or, Jeux olympiques      | Canada     |
| Médaille d'argent, Jeux olympiques  | États-Unis |
| Médaille de bronze, Jeux olympiques | Suède      |
| 4                                   | Finlande   |
| 5                                   | Russie     |
| 6                                   | Allemagne  |
| 7                                   | Chine      |
| 8                                   | Kazakhstan |

## Effectifs sacrés champions olympiques
| Épreuves         | Or | Argent | Bronze |
| ---------------- | --- | --- | --- |
| Tournoi masculin | Canada Curtis Joseph Martin Brodeur Ed Belfour Ed Jovanovski Chris Pronger Scott Niedermayer Adam Foote Rob Blake Eric Brewer Al MacInnis Mario Lemieux Paul Kariya Jarome Iginla Simon Gagné Mike Peca Owen Nolan Joe Nieuwendyk Theoren Fleury Steve Yzerman Ryan Smyth Brendan Shanahan Joe Sakic Eric Lindros                 | États-Unis Mike Richter Tom Barrasso Mike Dunham Brian Rolston Aaron Miller Keith Tkachuk Chris Chelios Brian Leetch Brian Rafalski Phil Housley Bill Guerin Chris Drury Adam Deadmarsh Gary Suter Jeremy Roenick Mike Modano John Leclair Brett Hull Tom Poti Scott Young Doug Weight Tony Amonte Mike York | Russie Ilia Bryzgalov Nikolaï Khabibouline Iegor Podomatski Sergueï Gontchar Darius Kasparaitis Daniil Markov Vladimir Malakhov Igor Kravtchouk Oleg Tverdovski Boris Mironov Alekseï Kovaliov Alekseï Jamnov Pavel Datsiouk Pavel Boure Igor Larionov Sergueï Fiodorov Alekseï Iachine Sergueï Samsonov Valeri Boure Maksim Afinoguenov Ilia Kovaltchouk Andreï Nikolichine Oleg Kvacha |
| Tournoi féminin  | Canada Sami Jo Small Becky Kellar Colleen Sostorics Thérèse Brisson Cherie Piper Cheryl Pounder Lori Dupuis Caroline Ouellette Danielle Goyette Jayna Hefford Jennifer Botterill Hayley Wickenheiser Dana Antal Kelly Bechard Tammy Lee Shewchuk Kim St-Pierre Vicky Sunohara Isabelle Chartrand Cassie Campbell Geraldine Heaney | États-Unis Sara Decosta Tara Mounsey Courtney Kennedy Angela Ruggiero Lyndsay Wall Karyn Bye Sue Merz Laurie Baker Andrea Kilbourne Allison Mleczko Jenny Potter Julie Chu Shelley Looney Krissy Wendell Katie King Cammi Granato Natalie Darwitz Chris Bailey Tricia Dunn Sarah Tueting                     | Suède Emelie Berggren Anna Andersson Maria Rooth Erika Holst Anna Vikman Evelina Samuelsson Maria Larsson Kristina Bergstrand Ann-Louise Edstrand Josefin Pettersson Lotta Almblad Joa Elfsberg Gunilla Andersson Nanna Jansson Therese Sjölander Ylva Lindberg Danijela Rundqvist Ulrica Lindström Kim Martin Annica Åhlén                                                              |